# Farní sbor Českobratrské církve evangelické v Žatci
Farní sbor Českobratrské církve evangelické v Žatci je sborem Českobratrské církve evangelické v Žatci. Sbor spadá pod Ústecký seniorát. Vznikl roku 1947 na místě původního německého sboru a byl založen zejména přistěhovalci z Volyně.
Sbor užívá původní německý luterský kostel a faru, která stojí naproti kostela a kde se konají bohoslužby v zimním období v modlitebně.
Farářem sboru je Tomáš Pavelka a kurátorem sboru je Ivo Valášek.

## Faráři sboru
- Marek Zikmund (1997–2001)
- Jan Veselý (2002–2014)
- Tomáš Pavelka (2020–)